# Турова, Алеся Николаевна
Але́ся Никола́евна Ту́рова (бел. Алеся Мікалаеўна Турава; род. 6 декабря 1979, Дубровно, Витебская область) — белорусская легкоатлетка, специалистка по бегу на средние дистанции и стипльчезу. Выступала за сборную Белоруссии по лёгкой атлетике в 1998—2007 годах, чемпионка Европы, победительница и призёрка первенств национального значения, бывшая рекордсменка мира в беге на 3000 метров с препятствиями. Мастер спорта Республики Беларусь международного класса.

## Биография
Алеся Турова родилась 6 декабря 1979 года в городе Дубровно Витебской области.
Занималась лёгкой атлетикой в Дубровенской специализированной детско-юношеской школе олимпийского резерва под руководством тренеров Юрия Владимировича и Ольги Мироновны Максаки. Окончила Белорусский государственный университет физической культуры, где училась на Спортивно-педагогическом факультете массовых видов спорта.
Впервые заявила о себе на международном уровне в сезоне 1998 года, когда вошла в состав белорусской национальной сборной и выступила на юниорском мировом первенстве в Анси, где в зачёте бега на 1500 метров остановилась на предварительном квалификационном этапе.
В 1999 году в той же дисциплине финишировала пятой на молодёжном европейском первенстве в Гётеборге.
Начиная с 2000 года соревновалась среди взрослых спортсменок, в частности в этом сезоне стартовала в беге на 3000 метров на чемпионате Европы в помещении в Генте.
В 2001 году на дистанции 1500 метров была шестой на чемпионате мира в помещении в Лиссабоне, одержала победу на молодёжном европейском первенстве в Амстердаме, показала седьмой результат на чемпионате мира в Эдмонтоне.
В 2002 году побывала на чемпионате Европы в помещении в Вене, откуда привезла награду бронзового достоинства, выигранную в беге на 1500 метров. Позже финишировала седьмой на чемпионате Европы в Мюнхене. В этом сезоне на соревнованиях в Остраве и Гданьске дважды обновляла мировой рекорд в стипльчезе — 9:21,72 и 9:16,51 соответственно.
В 2003 году в беге на 1500 метров была седьмой на чемпионате мира в помещении в Бирмингеме, дошла до стадии полуфиналов на чемпионате мира в Париже.
На чемпионате мира в помещении 2004 года в Будапеште вновь стала седьмой на 1500-метровой дистанции.
В 2005 году в беге на 1500 метров показала пятый результат на чемпионате Европы в помещении в Мадриде, тогда как на чемпионате мира в Хельсинки не сумела преодолеть предварительный квалификационный этап.
На чемпионате Европы 2006 года в Гётеборге превзошла всех своих соперниц в беге на 3000 метров с препятствиями и тем самым завоевала золотую медаль. Также была лучшей в стипльчезе на Кубке мира в Афинах.
В 2007 году на чемпионате мира в Осаке сошла с дистанции в ходе предварительного забега 3000 метров с препятствиями.
Завершила спортивную карьеру по окончании сезона 2008 года.
За выдающиеся спортивные достижения удостоена почётного звания «Мастер спорта Республики Беларусь международного класса».
Её младшая сестра Рита Турова тоже стала известной легкоатлеткой, добилась больших успехов в спортивной ходьбе.